# Laboratori de mesura de precisió d'equipaments
A Laboratori de Mesura de Precisió d'Equipaments (LMPE, sigles PMEL en anglès) és una instal·lació de les Forces Aèries dels Estats Units (l'USAF) en la qual té lloc el calibratge i reparació d'equipament de prova. Aquesta pràctica és també coneguda com a metrologia: la ciència del mesurament. El Codi d'Especialitat de la Força Aèria (l'AFSC) de pilots entrenats per treballar en el LMPE és 2P0X1 reemplaçant 324X0 on "X" representa un nombre variable el qual denota el nivell d'experiència de la persona. També hi ha contractistes de defensa i civils del govern que realitzen aquest treball.
| Nivell d'habilitats | Paper típic al LMPE |
| ------------------- | ------------------- |
| 1                   | Estudiant           |
| 3                   | Aprenent            |
| 5                   | Oficial; Entrenador |
| 7                   | Artesà; Supervisor  |
| 9                   | Superintendent      |